# 腰捲き
腰捲き（こしまき）は、主としてアサリを採貝するための漁具。
柄は鉄パイプで、その下端に金属製の籠をとりつけたもの。籠の下端には鉄の爪がつけていて、人が海中に入って腰部に帯をまきつけて、捧を振りながら後退して砂中のアサリなどをかき起こし採貝する。籠の下端の両側から腰巻帯と称するさなだ編みの帯状の紐がつけられている。
腰捲きという呼び名はこの動作から呼ばれるようになったものである。現在では東京内湾の干潟漁場が中心であるが、九十九里浜でもコタマガイやダンベイキサゴを採貝するのに用いられ、往昔ほどの盛況さはないが、アサリ生産の重要な漁法である。